# Lodovico Zacconi
Lodovico Zacconi (o Ludovico) (11 de juny de 1555 - 23 de març de 1627) va ser un compositor italià i teòric de la música del darrer Renaixement i de principis del Barroc. La seva carrera com a cantant, teòleg, i escriptor sobre música es va desenvolupar al nord d'Itàlia i a Àustria.

## Biografia
Lodovico va néixer a Pesaro, a Les Marques. Es va fer frare agustí a Venècia, on s'ordenà sacerdot. El 1577 estava estudiant a l'església de San Stefano, i Andrea Gabrieli el va acceptar com alumne de contrapunt durant sis anys. El 1584 va ser acceptat com a cantant a Sant Marc, tot i que sembla que més endavant hi va renunciar. A Venècia també va coincidir amb Zarlino, el famós teòric de la música de l'escola veneciana. Aquesta trobada la cita en la segona part de la seva obra Prattica di musica (1622).
El 20 de juliol de 1585, entra al servei de l'Arxiduc Carles de Graz, una posició que va mantenir fins a la mort de l'arxiduc el 1590. Posteriorment entrà a la capella de Guillem V Duc de Baviera, capella dirigida pel prestigiós Orlando di Lasso.
El 1596 deixà la capella del duc i retornà a Itàlia, com a prior a Pesaro, on havia nascut, i on es desenvolupa una tasca com a predicador i administrador tant a Itàlia com a Creta. El 1612 es retira definitivament a Pesaro, on restarà fins a la seva mort el 23 de març de 1627, a Fiorenzuola di Focara, a prop de Pesaro.

## Obres
La fama de Zacconi es fonamenta en la seva gran obra Prattica di Musica, primer publicada a Venècia el 1592, i de la qual va publicar un segon volum el 1619 o, segons unes altres fonts, 1622.
És una obra conservadora i no fan cap esment a l'emergent estil del barroc, malgrat haver estudiat amb Andrea Gabrieli. Els dos volums comprenen quatre parts que tracten exhaustivament la teoria de la música, amb moltes il·lustracions. Les referències sobre la música polifònica són molt valuoses, especialment les il·lustracions sobre l'obra de Palestrina. Tracta amb profunditat els sis modes autèntics i els sis modes plagals, ometent intencionadament el model locri i hipolocri. Un altre apartat que desenvolupa és el dels instruments de l'orquestra, la mateixa tècnica per fer-los tocar o sonar, i la mètrica. També aporta molta informació sobre partitures de les primeres òperes i oratoris. De fet cobreix tot el que fa referència a la música de finals del segle xvi.
Els tractats de Zacconi són un guia única per conèixer l'estudi i la pràctica de la música vocal de finals del renaixement. Parts de la seva obra van ser incorporades per Michael Praetorius al seu Syntagma musicum (1618), i per Pietro Cerone al seu Melopeo y maestro (1613).